# قلعة مصفوت
 قلعة مصفوت  و تسميما الأهالى المنطقة بـ(قلعة البومة). تقع القلعة على قمة جبلية بمنطقة مصفوت من جهة الشمال أي على بعد 120 كم جنوب شرق مدينة عجمان، وقد بنيت القلعة من الحجارة والطين والخشب المحلي، في القرن التاسع عشر وأعيد ترميمها في آواخر العام 1940. وتوجد للقلعة بوابة وحجرتان، وكانت تستخدم لحماية المنطقة من الأعداء، ومازالت في وقتنا الحاضر شامخة وصامدة، تعكس أساليب الدفاع القديمة التي كانت تستخدم في تلك الفترة، من قبل أهالي المنطقة. كما كانت تستخدم القلعة في حماية المنطقة من الأعداء وقطاع الطرق المتجهين إلى سلطنة عمان.
لقد شيد القلعة عام 1965م، من قبل الشيخ راشد بن حميد النعيمي، حاكم إمارة عجمان آنذاك ، تبعد القلعة حوالي 110 كم عن مدينة عجمان .